# Город лунного луча
«Город лунного луча» (англ. Moonbeam City) — американский мультсериал 2015 года. Автор идеи Скотт Гэйрднер, роли озвучили Элизабет Бэнкс, Роб Лоу, Кейт Мара и Уилл Форте. Премьера состоялась 16 сентября на канале Comedy Central.
Мультсериал пародирует поп-культуру 80-х годов, в частности такой сериал, как «Полиция Майами». Всё оформлено в ярких неоновых цветах, персонажи выполнены в стиле похожем на рисунки художника Патрика Нагеля и аниме «Городской охотник», с добавлением музыки в стиле синти-поп, исполненной командой Night Club.
Сериал был отменён после первого сезона, всего вышло 10 серий.

## Персонажи
- Даззл Новак (Роб Лоу) — главный герой и детектив полицейского департамента. Халатно относится к службе, подвержен импульсам из-за чего часто отвлекается от работы. Добивается успеха либо случайно, либо при помощи напарников. Ненавидит коллегу по работе Рэда Канингема. Мать умерла, когда он был ребенком, отец — каскадёр.
- Пиззаз Миллер (Элизабет Бэнкс) — шеф полиции, часто вспыльчива из-за некомпетентности подчинённых. Имеет четырёх сестёр, с которыми не общается. Отец — миллионер, разбогатевший на лазерах. Говорит с лёгким южным акцентом.
- Крисалис Тэйт (Кейт Мара) — новичок в полиции. Является полной противоположностью остальной команде — компетентна, уравновешена и ответственна. Отец — морской военный.
- Рад Канингем (Уилл Форте) — трусливый некомпетентный детектив. Ненавидит Даззла Новака и завидует ему. В глубине души очень одинок и несчастен. Вырос с приёмными родителями, есть сводная сестра.

## Описание серий
| № | Название                              | Режиссёр   | Сценарист                 | Премьерный показ |
| --- | ------------------------------------- | ---------- | ------------------------- | ---------------- |
| 1 | «Mall Hath No Fury»                   | Марк Брукс | Скотт Гэйрднер            | 16 сентября 2015 |
| Даззл Новак упускает в подворотне мелкого вора, которым оказывается главный наркобарон города. Департамент полиции готовит облаву на наркомафию в торговом центре, поскольку есть информация, что именно там они будут проворачивать свои дела. Неожиданно для самого себя Новак влюбляется в иностранную певицу и решает стать её менеджером. Рад Канингем следует его примеру. Приглашённые звёзды: Ник Кориросси, Кри Саммер |                                       |            |                           |                  |
| 2 | «Lights! Camera! Re-enaction!»        | Марк Брукс | Райан Перез               | 23 сентября 2015 |
| Даззл успешно задерживает малолетнего угонщика велосипедов и попадает в шоу «Борцы с преступностью». Однако, Даззлу не нравится, как телевизионщики инсценируют его историю. Новак решает сам снять фильм по своему сюжету. Рад Канингем завидует и также пытается попасть в программу «Борцы с преступностью». Приглашённые звёзды: Джон О’Харли                                                                               |                                       |            |                           |                  |
| 3 | «The Strike Visualizer Strikes Again» | Джуно Ли   | Томми Блача               | 30 сентября 2015 |
| В городе орудует маньяк. Он оставляет за собой много жертв, но полиция никак не может напасть на его след. Пиззаз создаёт опергруппу из Дазла Новака и Рада Канингема, руководить группой назначена Крисалис Тэйт. Со временем выясняется, что преступления каким-то образом связаны с боулингом и страйками. Приглашённые звёзды: Питер Серафинович, Кри Саммер                                                                |                                       |            |                           |                  |
| 4 | «Quest for Aquatica»                  | Марк Брукс | Скотт Гэйрднер            | 14 октября 2015  |
| В город приезжает отец Крисалис, военный моряк. Даззл расследует дело утопленницы. Свидетелей нет и ему приходится допрашивать дельфинов. Новак довольно близко знакомится с дельфином по имени Сплэша, которую плохие люди похищают для участия в дельфиньих гонках. Приглашённые звёзды: Патрик Уорбертон |                                       |            |                           |                  |
| 5 | «Glitzotrene: One Town’s Seduction»   | Джуно Ли   | Эндрю Вейнберг            | 21 октября 2015  |
| В городе новые звёзды — пожарная команда. Пожарные настолько популярны, что затмевают даже полицейских. Более того, мэр собирается упразднить полицейский департамент за ненадобностью, их работу прекрасно выполнят пожарные. Чтобы показать, что они ещё нужны, копы синтезируют новый наркотик, которым наводняют город, а потом борются с ним. Приглашённые звёзды: Пауэрс Бут, Трэйси Эдкинс, Карлос Алазраки              |                                       |            |                           |                  |
| 6 | «Lasers and Liars»                    | Джуно Ли   | Эндрю Вейнберг            | 28 октября 2015  |
| Отец шефа полиции Пиззаз Миллер уже очень стар и вскоре должен быть заморожен. Перед этим он хочет успеть разделить своё наследство от лазерного бизнеса между своими пятью дочерьми. Даззл Новак начинает встречаться с одной из сестёр Пиззаз. Рэд Канингем на лазерном балу знакомится с несколькими богачами и пытается их впечатлить. Приглашённые звёзды: Кейт Маккиннон, Пэйджет Брюстер                                 |                                       |            |                           |                  |
| 7 | «Cop Con»                             | Марк Брукс | Райан Перез               | 11 ноября 2015   |
| В городе проходит ежегодный трёхдневный полицейский фестиваль Коп-Кон. На фестиваль съезжаются полицейские со всех департаментов. Там проходит выставка новейших вооружений, а также различные лекции. В эти дни жизнь в городе становится лучше, так как все копы на фестивале и на улицах нет полицейского беспредела. Приглашённые звёзды: Джон О’Харли, Кри Саммер, Ник Кориросси                                           |                                       |            |                           |                  |
| 8 | «Stuntstravaganza»                    | Марк Брукс | Скотт Гэйрднер            | 18 ноября 2015   |
| Даззл пытается выполнить сложный автомобильный трюк, но у него ничего не выходит. Он совершенно раздавлен, на него обрушиваются воспоминания о детских неудачах. Новак решает отыскать своего отца-каскадёра, что бы примириться с ним и обучиться трюкам. Рад Канингем всё это время пытается покинуть подземную парковку в полицейском участке. Приглашённые звёзды: Адам Уэст, Пол Ф. Томпкинс, Ник Мунди                    |                                       |            |                           |                  |
| 9 | «The Legend Of Circuit Lake»          | Джуно Ли   | Томми Блача и Райан Перез | 2 декабря 2015   |
| Рад Канингем хочет найти компромат на Даззла Новака и отправляется в архив виртуальной реальности, где пропадает на несколько месяцев. В это время в реальном мире обеспокоены долгим отсутствием Рада. Полиция проводит внутреннее расследование и приходит к выводу, что Рад убит Даззлом. Даззл Новак отправляется в тюрьму. Приглашённые звёзды: Томас Кенни, Сьюзан Сарандон, Молли Шэннон                                 |                                       |            |                           |                  |
| 10 | «The Wedding of Rad (Lie)»            | Марк Брукс | Скотт Гэйрднер            | 9 декабря 2015   |
| Рад пытается доказать всем, что у него есть девушка. На эту роль он приглашает свою сводную сестру. Она немного переигрывает и объявляет, что у них скоро состоится свадьба. На деле же она хочет просто получить подарки и сбежать. Рад узнаёт некоторые подробности своего детства. Приглашённые звёзды: Кейт Маккиннон, Кэтрин О’Хара, Энди Рихтер                                                                           |                                       |            |                           |                  |

## Критика

Даззл Новак и Крисалис Тэйт

1 декабря 2015 года серия «Quest for Aquatica» была номинирована на премию Энни, однако проиграла «Симпсонам», серии «Halloween of Horror».
Мультсериал в большинстве получил негативные отзывы от критиков и смешанные отзывы от зрителей. Многие сравнивают его с другим мультсериалом «Спецагент Арчер», также упрекая и слишком сильную похожесть Даззла Новака на агента Арчера. На Rotten Tomatoes рейтинг свежести мультсериала 31 % на основе 13 рецензий. На сайте Metacritic у сериала 52 % на основе 8 рецензий.
Майк Хейл из The New York Times говоря о визуальном стиле мультсериала описал его, как постеры Патрика Нагеля сошедшие со стен где-то в 1983 году, они ожили, начали орать друг на друга и стрелять. При этом он отметил, что поначалу это действительно очень привлекает внимание. Даниэль Финберг из The Hollywood Reporter заявил, что в шоу есть несколько интересных мест, но оно чувствовало бы себя лучше в мире, где нет спецагента Арчера. Боб Сэссон из The A.V. Club поставил мультсериалу C+ заметив, что это красочное шоу и оно хорошо отвлекает, но смотреть больше, чем несколько серий не хочется. Также он подчеркнул, что это слабая сатира на эпоху, хотя мультсериал и хорош по-своему, но на любителя. Брайан Лоури из Variety говоря о сюжете охарактеризовал его, как «второсортные шутки про секс, наркотики и жестокость полиции, полнейшая некомпетентность Даззла и его полное безразличие к ущербу, который он наносит». Кэти Вальдман из журнала Slate вообще заявила, что «это новый уровень в искусстве тупого юмора».